# Sigmophora mediosulcata
Sigmophora mediosulcata är en stekelart som först beskrevs av Girault 1924.  Sigmophora mediosulcata ingår i släktet Sigmophora och familjen finglanssteklar. Inga underarter finns listade i Catalogue of Life.